# Pselaphister mirandus
Pselaphister mirandus är en skalbaggsart som beskrevs av Bruch 1926. Pselaphister mirandus ingår i släktet Pselaphister och familjen stumpbaggar. Inga underarter finns listade i Catalogue of Life.